# Буцены
Буцены (рум. Buţeni, Буцень) — село в Хынчештском районе Молдавии. Относится к сёлам, не образующим коммуну.

## География
Село расположено на высоте 143 метров над уровнем моря. Протекает река Галина.

## Население
По данным переписи населения 2004 года, в селе Буцень проживает 3512 человека (1746 мужчин, 1766 женщин).
Этнический состав села:
| Национальность | Число жителей | Процентный состав |
| -------------- | ------------- | ----------------- |
| молдаване      | 3499          | 99.63             |
| румыны         | 5             | 0.14              |
| украинцы       | 4             | 0.11              |
| русские        | 2             | 0.06              |
| гагаузы        | 2             | 0.06              |
| Всего          | 3512          | 100%              |